# The Microsoft Authorized Refurbisher Program
The Microsoft Authorized Refurbisher Program (MAR) とは、マイクロソフトが一定条件を満たした再生パーソナルコンピュータ販売事業者向けに正規のWindows OSのライセンスを提供するプログラムである。
提供されるのは「セカンダリライセンス」であり、当初出荷時にWindows OSが搭載されていないPCは対象にならない。中古販売されるPCについて、リカバリ領域の削除、リカバリメディアの紛失などにより当初出荷時に用意されていたWindowsを利用できなくなっている場合に、このプログラムにより提供されるライセンスを利用しWindowsを再インストールして出荷する。
このプログラムでは、現在、Windows 7などが提供されている。

このプログラムでは、Windows XP Home / Professional が提供されてきた。Windows 7 Home Premium / ProfessionalおよびWindows Server 2003も提供されることが発表されている
。